# لیگ فوتبال استان کرمان
لیگ استان کرمان بالاترین سطح فوتبال در استان کرمان می‌باشد که در ششمین سطح از فوتبال ایران و بعد از لیگ دسته چهارم فوتبال ایران قرار دارد. قهرمان این جام به مسابقات کشوری لیگ دسته چهارم فوتبال ایران راه می‌یابد و جواز حضور در جام حذفی را کسب می‌کند.